# Брэбен, Дэвид
Дэвид Джон Брэбен (англ. David John Braben; род. 1964 год, Ноттингем) — британский программист, президент и основатель компании Frontier Developments и сооснователь Raspberry Pi Foundation. Наиболее известен как соавтор компьютерной игры Elite, популярной в начале 1980-х.
Почётный доктор технологии Абертейского университета (2013).

## Личная жизнь
Брэбен учился в школе Buckhurst Hill County High School, которая расположена в Чигуэлле, округ Эссекс. Изучал естественные науки в Колледже Иисуса (англ. Jesus College), в Кембридже. В последний год обучения специализировался в области электротехнических наук. В мае 1993 года женился на Кэтрин Дикинсон (англ. Katharin Dickinson) в Кембридже.

## Карьера
В 2008 году Брэбен — независимый директор компании Phonetic Arts, которая занималась синтезом речи. Во главе компании был Пол Тейлор (англ. Paul Taylor). Phonetic Arts была приобретена Google в 2010 году за неизвестную сумму.
В мае 2011 года Дэвид Брэбен представил новый прототип компьютера Raspberry Pi, предназначенного для стимуляции обучения базовым компьютерным наукам в школах. Компьютер Raspberry Pi установлен в корпусе размером с кредитную карту и имеет USB-порт на одном конце, гнездо HDMI для подключения монитора на другой. Работу обеспечивает ARM процессор и система Linux. Продажи осуществлялись по ориентировочной цене около £15 для сконфигурированной системы — достаточно дёшево, чтобы позволить ребёнку делать с компьютером все что угодно. Raspberry Pi Foundation является благотворительной организацией, целью которой является "содействие изучению информатики и смежным темам, особенно на уровне школы".

### Разработка компьютерных игр
Дэвид Брэбен был назван «одним из самых влиятельных программистов компьютерных игр всех времён» на ранних стадиях развития серии Elite в 1980-е годы. Издание Next Generation включило его в "75 самых важных людей в индустрии игр 1995 года", в основном за счёт проекта Elite.
Elite была разработана совместно с программистом Иэном Беллом во время их обучения в Кембриджском университете. Elite была выпущена в сентябре 1984 года. В 1987 году Брэбен опубликовал игру Zarch для Acorn Archimedes, а в 1989 году игра была портирована под названием Virus для Atari ST, Commodore Amiga и ПК.
После выпуска Zarch Брэбен продолжал развивать игру Elite, а также выпустил в 1993 году продолжение, игру Frontier. Он основал компанию Frontier Developments, первой разработкой которой был порт Frontier для Amiga CD32. Дэвид Брэбен до сих пор является генеральным директором и владельцем контрольного пакета акций компании. С 2000 года компания выпустила Dog's Life, Kinectimals, RollerCoaster Tycoon 3, LostWinds, Kinect: Disneyland Adventures, Zoo Tycoon, Coaster Crazy и игры основанные на франшизе «Уоллес и Громит».
По состоянию на 2006 год Брэбен работал над амбициозной игрой следующего поколения под названием The Outsider, разрабатываемой Frontier Developments. Как было сказано в интервью, он планировал начать работу над Elite 4, космической MMORPG-игрой, как только The Outsider выполнит золотой релиз. Разработка The Outsider была остановлена из-за отсутствия поддержки издателя, и не была выпущена.
6 ноября 2012 года Braben Frontier Developments объявила о новом сиквеле Elite под названием Elite: Dangerous и сборе средств на краудфандинговой площадке Kickstarter. Elite: Dangerous достиг своей финансовой цели и был указан в качестве одной из наиболее финансируемых кампаний на Kickstarter. Игра была выпущена 16 декабря 2014 года, по состоянию на апрель 2015 года было продано более 500 тыс. экземпляров.
10 августа 2022 года покинул пост генерального директора компании Frontier Developments, но остался в ней в роли президента и основателя. Освободившийся пост занял давний главный креативный директор компании Джонни Уоттс.

## Награды
5 сентября 2005 года Дэвид Брэбен получил премию Легенда развития (англ. Development Legend Award) от издания Develop в Кембридже.
В 2012 году был избран членом Королевской инженерной академии наук Великобритании.
Был награждён Орденом Британской империи за отличительное влияние на компьютерную и индустрию видеоигр в Великобритании.
В январе 2015 года он получил награду Game Developers Choice Award (GDCA) за его работу над Raspberry Pi и работы более 30 лет в качестве разработчика игр.
12 марта 2015 года был удостоен премии BAFTA Academy Fellowship в номинации видеоигр на 11-й British Academy Games Awards.

## Проекты

### Компьютерные игры
- 1984 — Elite
- 1987 — Zarch
- 1988 — Virus
- 1990 — Conqueror
- 1991 — Elite Plus
- 1992 — Campaign
- 1983 — Campaign II
- 1993 — Frontier: Elite 2
- 1995 — Frontier: First Encounters
- 1998 — V2000
- 2000 — Infestation
- 2003 — Dog’s Life
- 2003 — Wallace & Gromit in Project Zoo
- 2004 — RollerCoaster Tycoon 3
- 2005 — RollerCoaster Tycoon 3: Soaked!
- 2005 — RollerCoaster Tycoon 3: Wild!
- 2006 — Thrillville
- 2014 — Elite Dangerous

### Raspberry Pi Foundation
В мае 2011 года Дэвид Брэбен представил первый концепт компьютера Raspberry Pi размером с USB-флеш-накопитель, предназначенного для стимуляции обучения базовым компьютерным наукам в школах.
Рассылка готовых компьютеров была начата в ноябре 2011 года.